# Potència de foc

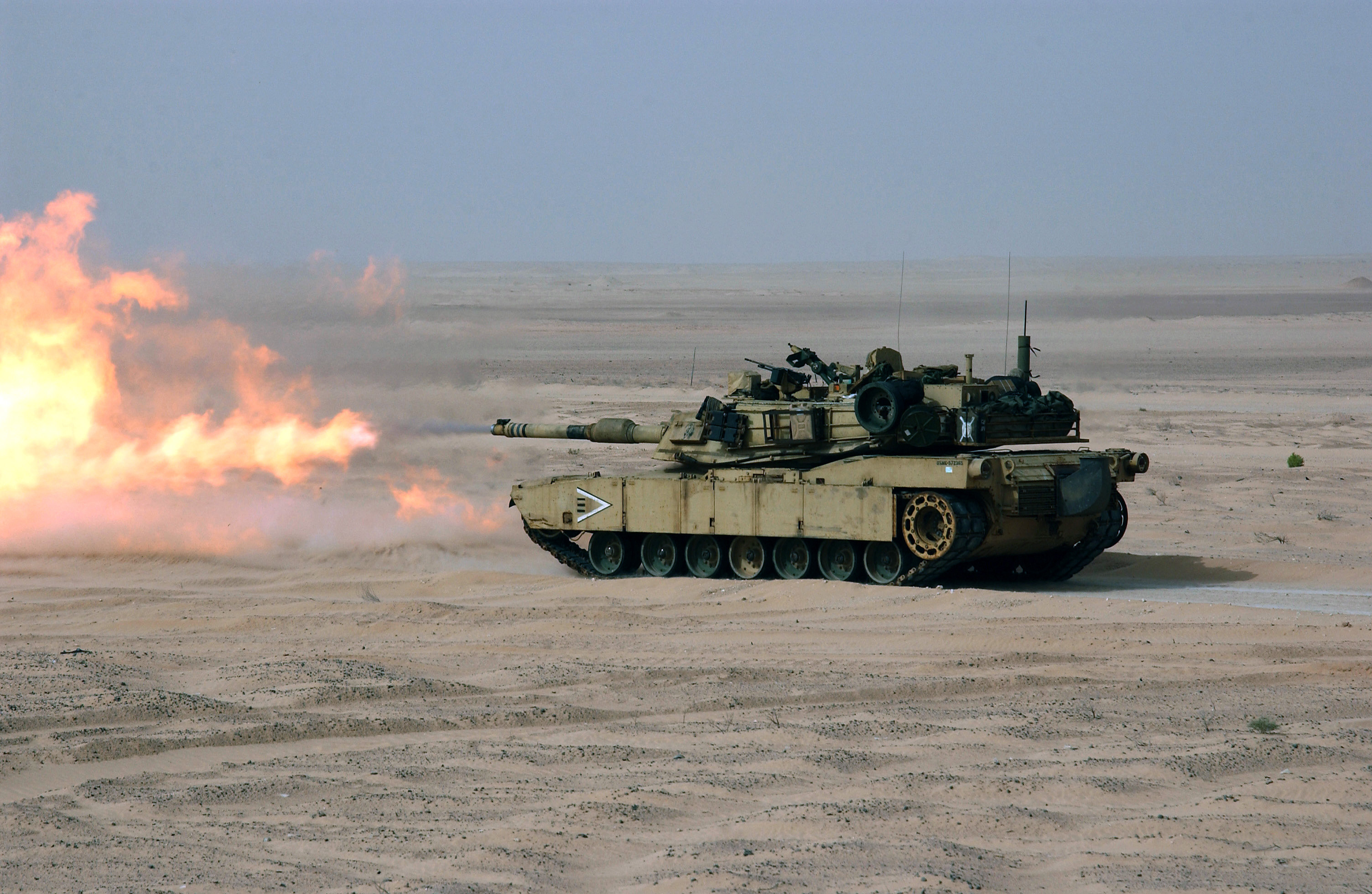
Un M1Un1 tanc disparant la seva arma principal

Potència de foc és la capacitat militar per dirigir força contra un enemic. La potència de foc implica la gamma sencera d'armes potencials. El concepte és generalment ensenyat com un dels tres principis claus de la guerra moderna en què les forces enemigues són destruïdes o renuncien a lluitar per un ús suficient i superior de la força com a resultat de les operacions de combat.
A través del temps la potència de foc ha vingut a significar el poder ofensiu aplicat des d'una distància, per això es contempla com la capacitat del conjunt de l'armament en lloc de valorar l'efecte un contra un. La potència de foc és, doncs, una element utilitzat per mantenir les forces enemigues en un rang on poden ser derrotades o minada la seva voluntat en continuar.